# Ca n'Oriac (Sabadell)
Ca n'Oriac és un barri de Sabadell situat al nord de la ciutat, que deu el nom a l'antiga masia de Ca n'Oriac. Antigament, el territori pertanyia a la parròquia de Sant Julià d'Altura del municipi de Sant Pere de Terrassa.
El barri es formà arran de la immigració de mitjan segle xx. Resu Fernández Páez, nascuda a Múrcia, va ser una lluitadora veïnal al barri. Els primers habitatges hi foren construïts els anys 40. Format part del Districte 3 del municipi, que inclou barris com Torreguitart, Torrent del Capellà, la Plana del Pintor, Can Deu i/o la Roureda, entre d'altres.
L'eix comercial del barri és l'avinguda de Matadepera.
El barri rep el nom de la masia, amb finestrals gòtics, de l'antic terme de Sant Julià d'Altura que avui es conserva molt deteriorada. La família Oriac és documentada a Sabadell des del 1542 fins al segle xix. El 1578, Antic Oriac adquirí el mas Boadella, que amb els temps prendria el nom de Ca n'Oriac.